# Strzelanina w Monachium (2016)

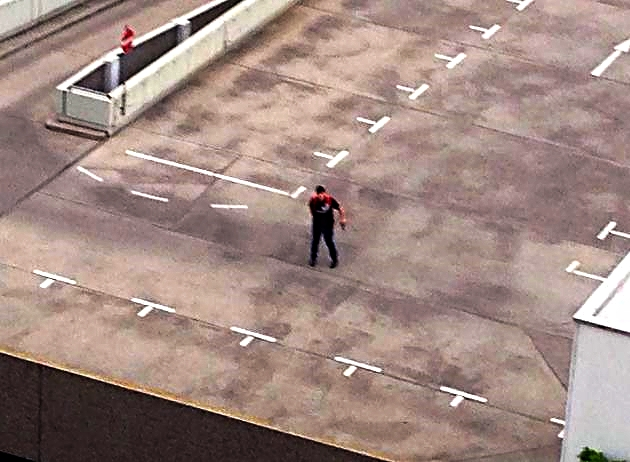
Sprawca strzelaniny na parkingu centrum handlowego

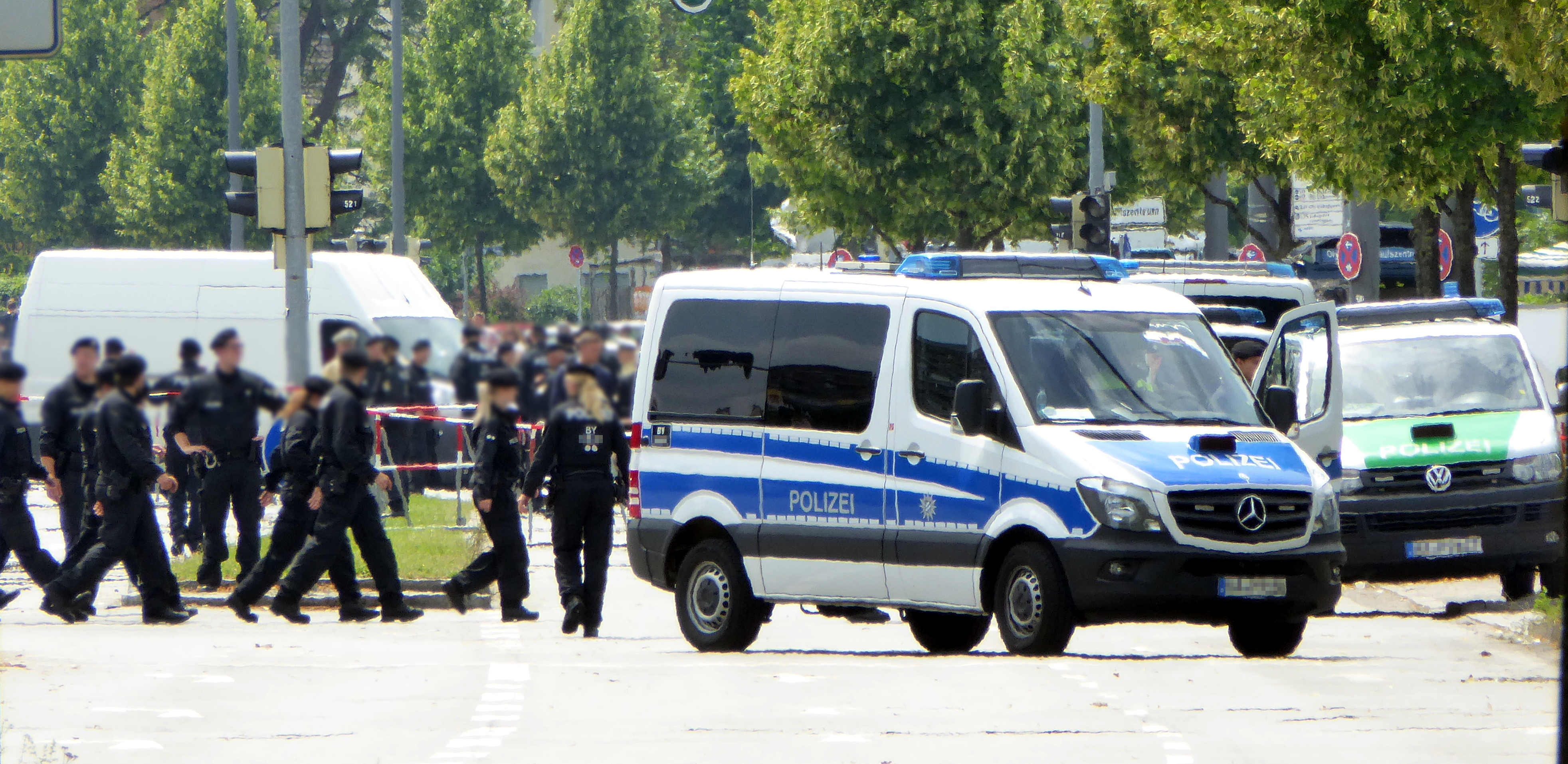
Policjanci na miejscu zdarzenia

Strzelanina w Monachium – strzelanina, która miała miejsce 22 lipca 2016 w Niemczech. Strzały padły w centrum handlowym OEZ (Olympia-Einkaufszentrum), położonym w północnej części Monachium w pobliżu stacji metra Olympia-Einkaufszentrum. W wyniku strzelaniny zginęło 9 osób oraz zamachowiec, zaś 27 zostało rannych, w tym 10 ciężko.

## Przebieg

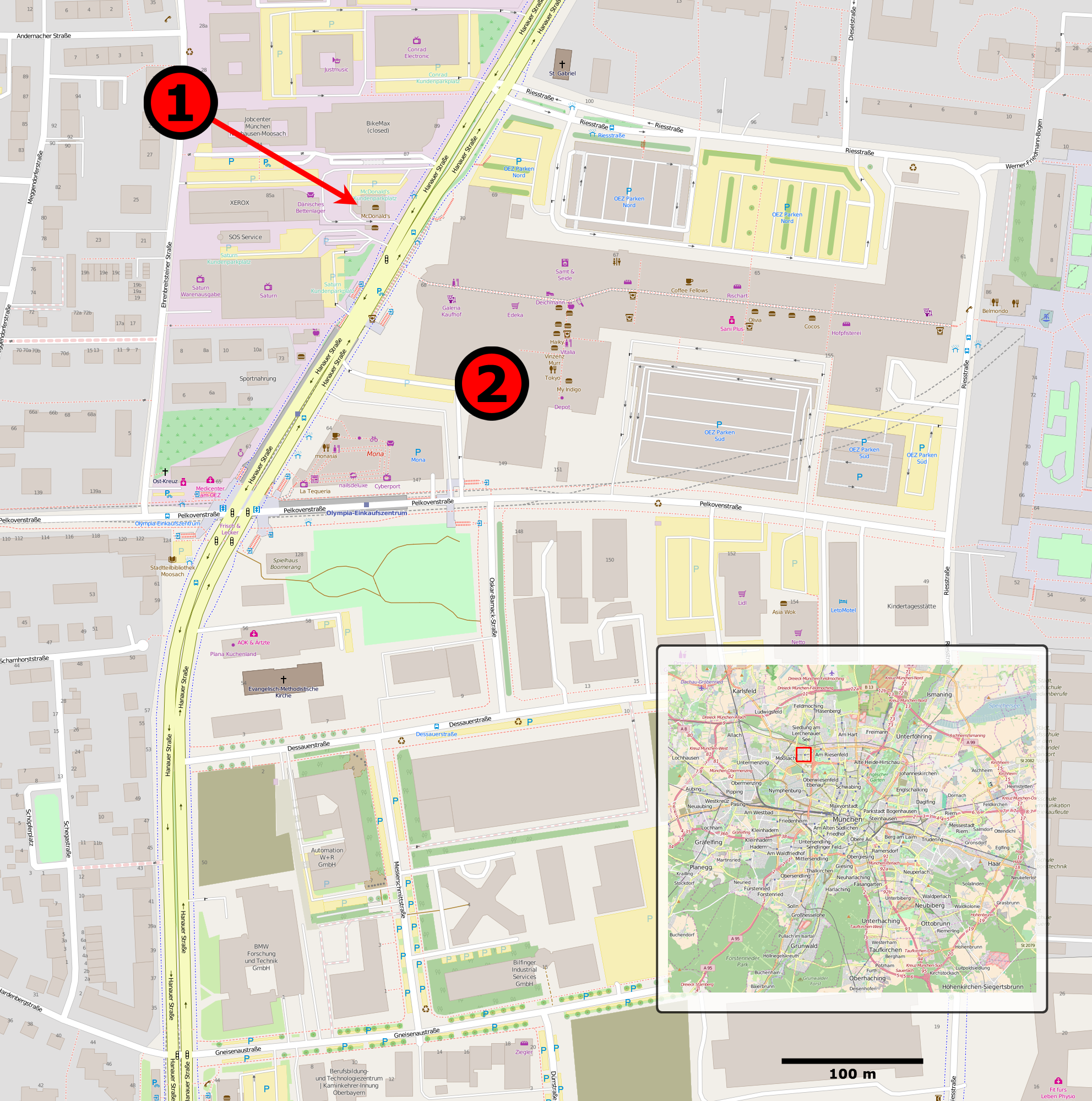
Trasa zamachowca:
(1) McDonald’s, gdzie atak się rozpoczął
(2) Olympia-Einkaufszentrum

Napastnik, 18-letni Ali Sonboly, najpierw otworzył ogień w restauracji McDonald’s niedaleko centrum handlowego, po czym dokonał kolejnej strzelaniny wewnątrz centrum. Działał sam przy użyciu pistoletu marki Glock kalibru 9 mm – zabił 9 osób, po czym popełnił samobójstwo przy próbie zatrzymania. Napastnik przed atakiem założył fałszywe konto w internecie, za pomocą którego chciał zwabić młodych ludzi do restauracji McDonald’s w centrum Monachium. Następnie sprawca poszedł wczesnym wieczorem do tej restauracji. O godz. 17:52 wszedł do toalety i wyciągnął z plecaka pistolet, po czym zaczął strzelać do nastolatków pochodzenia bliskowschodniego i bałkańskiego, znajdujących się w restauracji, wystrzeliwując w ich kierunku 18 razy. Zabił pięciu z nich, a inny został ciężko ranny. Następnie wyszedł z restauracji i zaczął strzelać do uciekających z restauracji ludzi (co zostało zarejestrowane na nagraniu z telefonu komórkowego), zabijając trzy osoby i raniąc trzy kolejne. Większość osób została zabita przez sprawcę w restauracji McDonald’s. Napastnik wszedł następnie do centrum handlowego, gdzie zastrzelił nastolatka przy wejściu do windy. Około godz. 18:00 sprawca wybiegł z centrum handlowego i wszedł na parking, znajdujący się na dachu jednego z budynków. Sprawca oddał stamtąd parę strzałów do ludzi, ale nie trafił nikogo. Sprawca, znajdujący się wówczas na dachu jednego z mniejszych budynków, został zarejestrowany na nagraniu z telefonu przez Polaka mieszkającego w Monachium, który filmował z balkonu scenę zbrodni. Na nagraniu można usłyszeć sprzeczkę sprawcy z nieznanym mężczyzną, podczas której sprawca krzyczy: Jestem Niemcem! Urodziłem się tutaj! na co mężczyzna odpowiada mu wulgarnymi słowami: Jesteś ch**em, a nie Niemcem! Sprawca oddał następnie dwa strzały do mężczyzny (czego nagranie już nie zarejestrowało), ale nie trafił. Inny mężczyzna, który znajdował się niedaleko człowieka do którego strzelał sprawca, został trafiony odłamkiem kuli. Sonboly następnie uciekł z miejsca zdarzenia i ukrył się w dzielnicy mieszkalnej. Wszedł na klatkę schodową jednego z bloków i najprawdopodobniej chciał się ukryć w jednym z mieszkań, podobno miał rozmawiać o czymś z mieszkańcami bloku. Następnie ukrył się w przechowalni rowerów. O godz. 20:26 wyszedł naprzeciw znajdującym się niedaleko policjantom i na ich oczach popełnił samobójstwo, strzelając sobie w głowę z pistoletu.
Po zdarzeniu ewakuowany został główny dworzec kolejowy w Monachium, a w samym mieście wstrzymano komunikację miejską i wprowadzono stan wyjątkowy. Do udziału w akcji antyterrorystycznej po zamachu została ściągnięta jednostka GSG 9 oraz 42 funkcjonariuszy elitarnej jednostki austriackiej policji EKO Cobra. Do ataku przyznało się Państwo Islamskie i świętowało go na portalach społecznościowych. Rzecznik policji w Monachium Marcus da Gloria Martins stwierdził jednak, że „nie ma żadnych przesłanek wskazujących na zamach islamistyczny”.

## Sprawca
Sprawcą masakry był 18-letni David Ali Sonboly (ur. 20 kwietnia 1998), mieszkaniec Monachium z rodziny irańskich imigrantów. Nie był on wcześniej znany policji, od co najmniej dwóch lat mieszkał z rodzicami w Monachium, w dzielnicy Maxvorstadt. W wyniku śledztwa wyszło na jaw również, że leczył się on psychiatrycznie, oraz że interesował się zbrodnią Andersa Breivika oraz strzelaninami szkolnymi w Stanach Zjednoczonych – Sonboly dokonał ataku w 5. rocznicę masakry w Norwegii. W maju 2016 zmienił we wszystkich swoich oficjalnych dokumentach imię Ali na David. Napastnik najprawdopodobniej chciał zerwać ze swoim pochodzeniem i – według jego rodziców – nawrócił się na chrześcijaństwo, ale nie praktykował swojej wiary.
Sonboly w przeszłości był leczony z powodu depresji, lęków i zespołu stresu pourazowego. W 2015 roku był przez dwa miesiące leczony w szpitalu psychiatrycznym. Sprawca miał obsesję na punkcie masowych strzelanin w Stanach Zjednoczonych i w innych krajach świata, w jego domu znaleziono swoisty album ze zdjęciami z doniesień medialnych o masakrach z użyciem broni palnej popełnianych przez szaleńców i książkę amerykańskiego psychologa Petera Langmana Dlaczego dzieci zabijają: W umysłach strzelców szkolnych, która porusza tę tematykę. Sprawca wyrażał również w internecie ksenofobiczne i skrajnie prawicowe poglądy, przez platformę Steam miał kontakt z 21-letnim Williamem Atchisonem, który rok po ataku Sonbolyego, w grudniu 2017, dokonał strzelaniny w swojej dawnej szkole średniej w Aztec w stanie Nowy Meksyk. Atchison napisał na stronie Encyclopedia Dramatica oświadczenie, w którym wychwalał Sonboly’ego. Der Spiegel donosił, że kilku jego znajomych, z którymi Sonboly znał się przez internet, powiedziało w wywiadzie, że podczas grania w gry komputerowe napastnik z Monachium często pisał obraźliwe zdania na czacie pod adresem osób pochodzenia tureckiego, zdania wychwalające partię AfD i ogółem wydawał im się bardzo nacjonalistyczny. W internecie miał się też chwalić, że ma tę samą datę urodzin (20 kwietnia) co Adolf Hitler. W świetle tych doniesień, kilku niemieckich polityków zwróciło się z apelem do policji o skupienie się na możliwych politycznych motywach Sonboly’ego. W październiku 2017 roku kilku politologów, zaproszonych do rady miejskiej w Monachium, uznało, że sprawca zeszłorocznej strzelaniny mógł mieć motyw polityczny. Śledczy stwierdzili, że ksenofobia sprawcy była motywowana zastraszaniem go w szkole przez innych nastolatków z rodzin imigrantów z Bliskiego Wschodu. Sprawca został również odrzucony romantycznie przez dziewczynę niedługo przed atakiem.

## Reakcje

### Organizacje międzynarodowe
- Unia Europejska – Komisja Europejska złożyła Niemcom wyrazy współczucia i solidarności w związku z atakiem w Monachium. O przekazanych kondolencjach poinformował na jednym z portali społecznościowych wiceszef Komisji Valdis Dombrovskis. Jesteśmy z Wami – dodał wiceprzewodniczący. Europa jest zjednoczona – napisała również na jednym z portali szefowa unijnej dyplomacji Federica Mogherini[31].

### Państwa
- Francja – Pałac Elizejski podał, że prezydent Francji François Hollande przekazał „osobiste wsparcie” niemieckiej kanclerz Angeli Merkel[3].
- Polska – Premier Beata Szydło w depeszy kondolencyjnej przekazała na ręce Angeli Merkel wyrazy współczucia[16].
- Stany Zjednoczone – Prezydent USA Barack Obama powiedział, że jego kraj łączy się w bólu z narodem niemieckim po zamachu w Monachium[13] oraz przekazał kondolencje bliskim ofiar. Gdy za ocean doszły informacje o ataku, Obama wygłaszał przemówienie do policjantów. „Niektórzy z Was wiedzą, że doszło do strzelaniny w Niemczech i choć dokładnie nie wiemy co się tam dzieje myślami jesteśmy z poszkodowanymi” – mówił amerykański prezydent i zaoferował wszelka niezbędną pomoc rządowi Niemiec[31].

## Ofiary strzelaniny[32]
1. Savda Dag (lat 45)
2. Hussein Daitzik (lat 17)
3. Selcuk Kilic (lat 15)
4. Guilliano Kollman (lat 18)
5. Can Leyla (lat 14)
6. Roberto Rafael (lat 15)
7. Armela Segashi (lat 14)
8. David Sonboly (lat 18)
9. Sabina Sulaj (lat 14)
10. Dijamant Zabergja (lat 21)